# BI Большого Пса
BI Большого Пса (лат. BI Canis Majoris) — одиночная переменная звезда в созвездии Большого Пса на расстоянии (вычисленном из значения параллакса) приблизительно 16996 световых лет (около 5211 парсеков) от Солнца. Видимая звёздная величина звезды — от более +15m до +11,8m.

## Характеристики
BI Большого Пса — красная пульсирующая переменная звезда, мирида (M) спектрального класса M5e.